# Baryssinus lineaticollis
Baryssinus lineaticollis är en skalbaggsart som först beskrevs av Pierre Émile Gounelle 1910.  Baryssinus lineaticollis ingår i släktet Baryssinus och familjen långhorningar. Inga underarter finns listade.